# Anthony Wallace
Anthony Wallace (Brooklyn, 26 gennaio 1986) è un ex calciatore statunitense,  di ruolo centrocampista.

## Palmarès

### Club

#### Competizioni nazionali
- Campionato MLS: 1

Colorado Rapids: 2010
- MLS Supporters' Shield: 1

New York Red Bull: 2015